# Ceresco (Nebraska)
Ceresco – wieś w Stanach Zjednoczonych, w stanie Nebraska, w hrabstwie Saunders.